# 塞雷萨尔德佩尼亚奥尔卡达
塞雷萨尔德佩尼亚奥尔卡达，是西班牙卡斯蒂利亚-莱昂萨拉曼卡省的一个市镇。 总面积18平方公里，总人口120人（2001年），人口密度7人/平方公里。